# Northern Midlands
Northern Midlands är en kommun i Australien. Den ligger i delstaten Tasmanien, i den sydöstra delen av landet, omkring 110 kilometer norr om delstatshuvudstaden Hobart. Antalet invånare var 12 822 vid folkräkningen 2016.
Följande samhällen finns i Northern Midlands:
- Longford
- Perth
- Evandale
- Cressy
- Campbell Town
- Blackwood Creek
- Ross
- Breadalbane
- Rossarden